# Mike Mangini
Michael "Mike" Mangini (ur. 18 kwietnia 1963 w Newton) – amerykański muzyk i perkusista, znany przede wszystkim ze współpracy z grupami muzycznymi Annihilator, Extreme oraz z wirtuozem gitary elektrycznej Steve'em Vaiem. Były wykładowca Berklee College of Music w Bostonie. W 2011 roku objął stanowisko perkusisty w formacji Dream Theater.
Autor dwóch części "Rhythm Knowledge", podręcznika instruktażowego dla perkusistów. Nauczyciel i student, na perkusji gra od 5 roku życia, ćwicząc do dziesięciu godzin dziennie. W wieku 9 lat poziom umiejętności technicznych pozwalał mu na swobodne wykonawstwo patentów perkusyjnych Buddy'ego Richa. Od 1987 roku udziela lekcji instruktażowych dla perkusistów, gitarzystów oraz pianistów. Od 1996 roku realizuje własny "Drums Clinic" występując w ponad czterdziestu krajach.
Na przestrzeni lat swojej kariery muzycznej współpracował również z takimi muzykami i grupami jak Mike Keneally, Gary Cherone, Hilary Jones, Dennis Chambers, James LaBrie, Joe Satriani, Eric Johnson, Steve Perry, Steve Lynch, Swirl, Agona Hardison, Eastman Orchestra, Nuno Bettencourt, Mullmuzzler, Baha Men, Swirl 360 oraz Boyzone.

## Wyróżnienia i nagrody
- Grammy Nominations: Rock Instrumental
  - utwory ze Steve Vai Band (1997) "For The Love Of God" oraz (1999) "Windows To The Soul"
- Official W.F.D. World's Fastest Drummer (2002–2005) (miejsce pierwsze)
- Reader's Polls – Modern Drummer (1997–2005) (miejsce pierwsze)
- DRUM! for Up & Coming (1997–2005) (miejsce pierwsze)
- Best Clinician (1997–2005) (miejsce pierwsze)
- Best Book (1997–2005) (miejsce pierwsze)
- Boston's Best Drummer (1989) (miejsce pierwsze)
- Percussionist: All East-USA Orchestra 1st Chair (1980) (miejsce pierwsze)
- Percussionist: All Mass. State (1977–1981) (miejsce pierwsze)
- Percussionist: All East Mass. District (1977–1981) (miejsce pierwsze)
- Percussionist: Waltham High School John Phillip Sousa Award (1981) (miejsce pierwsze)
- Percussionist: Waltham Central Junior High Band Director's Award (1977) (miejsce pierwsze)
- Jazz Drummer: All Mass. State (1981) (miejsce pierwsze)
- Jazz Drummer: All East Mass District (1980, 1981) (miejsce pierwsze)
- Jazz Drummer: 7 NAJE Jazz Festival "Outstanding Musicianship" Awards (1980–1981) (miejsce pierwsze)
- Jazz Drummer: Waltham High School Louis Armstrong Award (1981) (miejsce pierwsze)

## Publikacje
- Mike Mangini – Rhythm Knowledge: Volume One: It's Easy When You Know How!
- Mike Mangini – Rhythm Knowledge: Volume Two: It's Easy When You Know What!

## Dyskografia
- (1993) Annihilator – Set the World on Fire
- (1995) Extreme – Waiting for the Punchline
- (1995) Extreme – Running Gag
- (1996) Steve Vai – Fire Garden
- (1997) Steve Vai – G3: Live in Concert
- (1997) Nuno – Schizophonic
- (1997) Mike Keneally – Sluggo
- (1998) Extreme – An Accidental Collication Of Atoms
- (1999) Steve Vai – The Ultra Zone
- (1999) Mullmuzzler – Keep it to Yourself
- (2000) Steve Vai – G3: Live in Concert (DVD)
- (2000) Steve Vai – The 7th Song
- (2001) Steve Vai – Alive In An Ultra World
- (2001) Mullmuzzler – 2
- (2002) Tribe of Judah – Exit Elvis
- (2002) Extreme – Best Of: The Millennium Collection
- (2003) Sal DiFusco – Nevertheless
- (2003) Sal DiFusco – Great Exploits
- (2004) Annihilator – All for You
- (2005) Various Artists – Subdivisions: A Tribute To Rush
- (2005) James LaBrie – Elements of Persuasion
- (2007) Annihilator – Metal
- (2009) Ethan Brosh – Out of Oblivion[4]
- (2009) Shredding the Envelope – The Call of the Flames[5]
- (2011) Dream Theater – A Dramatic Turn of Events[6]
- (2013) Dream Theater – Dream Theater
- (2016) Dream Theater – The Astonishing
- (2019) Dream Theater – Distance over Time
- (2021) Dream Theater – A View from the Top of the World

## Instrumentarium
| Bębny MMP Masters Series - 22"x18" Bass drum - 10"x8" Tom tom - 12"x9" Tom tom - 14"x14" Floor tom - 18"x16" Floor tom - 10"x6" Popcorn snare drum Osprzęt Pearl - 14x5.5 snare drum DR501C ICON rack x 2 - DR501E ICON extension x 2 - PCX100 clamp x 5 - PCX200 clamp x 4 - CH2000S cymbal holder x 4 - P2002B belt double pedal (red cams) - S2000 snare stand - CH2000 cymbal holder x 2 - RH2000 remote hi-hat (red cam) x 2 - CLH1000 closed hi-hat x 2 - D1000 throne - DCL300P drop clutch - TH2000S tom arms x 2 - TH2000I tom arm x 3 - AX25L adapter x 2 - AX25 revolving adapter x 4 - PS85 pedal stabilizer - CH70 cymbal holder x 2 IS08N/C with BT3 mount - UX80 universal mount x 2 | Talerze Zildijan - A 20507 13" A Custom Hi-Hats / w zastępstwie (opcja) Any 13" Hi-hats pair - A 20510 14" Custom Hi-Hats / w zastępstwie (opcja) K Coustom, Any Dark pair - A 20515 17" A Custom Crash / w zastępstwie (opcja) 17" K Coustom Dark; 16", 18" A Coustom - A 20516 18" A Custom Crash / w zastępstwie (opcja) 17", 18", 19" A Coustom - A 20538 6" A Custom Splash / w zastępstwie (opcja) Any 6" Splash - A 20560 12" Mastersound Hi-Hats / w zastępstwie (opcja) Any 12"/10" Hi-Hat pair - A 0090 20" Earth Ride / w zastępstwie (opcja) 21" Rock, 20" K Coustom - A 20001 6" A Zilbel - K 0829 13" K Special K/Z Hi-Hats / w zastępstwie (opcja) Any Bright 13" Hi-Hats - A 0614 14" Oriental China Trash / w zastępstwie (opcja) 14" K Mini China, 12" Oriental China Trash - A 0618 18" Oriental China Trash / w zastępstwie (opcja) Any 18", 16" China - A 0621 20" Oriental Crash Of Doom / w zastępstwie (opcja) 18" Crasch Of Doom - A 0622 22" Oriental China Trash / w zastępstwie (opcja) 20", 22" Any China - ZX14 T 14" Trashformer RF Naciągi Remo - Clear Pinstripe - Coated Ambassador - Coated Emperor X - Coated Controlled Sound - Clear Powerstroke 3 - Clear Emperor - Clear Ambassador Pałki perkusyjne - Zildjian Signature Mike Mangini, ASMM, 16.5/0.585, Laminated Birch, Acorn |